# Saraya
Saraya foi uma banda de hard rock estadunidense formada em 1987 em New Jersey. Inicialmente usavam o nome Alsace Lorraine, mais tarde mudando para Saraya. Seus principais sucessos foram Love Has Taken Its Toll (#64 na Billboard Hot 100), "Back to the Bullet" (#63 na Billboard Hot 100) e "Timeless Love" (#85 na Billboard Hot 100).
Saraya lançou seu álbum de estreia homônimo pela Polygram Records em 1989. Executivos da PolyGram esperavam, eventualmente, desenvolver Sandi Saraya em uma símbolo sexual, fazendo dela "a próxima Bon Jovi".